# Papy Djilobodji
El Hadji Papy Mison Djilobodji (ur. 1 grudnia 1988 w Kaolacku) – senegalski piłkarz występujący na pozycji obrońcy w tureckim klubie Gazişehir Gaziantep FK oraz w reprezentacji Senegalu.

## Kariera klubowa
Swoją karierę piłkarską Djilobodji rozpoczął w klubie ASC Saloum. W 2007 zadebiutował w jego barwach w lidze senegalskiej. W ASC grał do 2009. Wtedy też wyjechał do Francji i przez pół roku występował w amatorskim US Sénart-Moissy. Na początku 2010 Djilobodji podpisał kontrakt z FC Nantes. Swój debiut w Ligue 2 zaliczył 29 stycznia 2010 w przegranym 0:1 wyjazdowym meczu z FC Istres. W sezonie 2012/2013 wywalczył z Nantes awans z Ligue 2 do Ligue 1. 1 września 2015 podpisał czteroletni kontrakt z angielską Chelsea. Następnie występował w klubach: Werder Brema, Sunderland, Dijon FCO i En Avant Guingamp.
22 lipca 2019 podpisał kontrakt z tureckim klubem Gazişehir Gaziantep FK, umowa do 30 czerwca 2022.

## Kariera reprezentacyjna
W reprezentacji Senegalu Djilobodji zadebiutował 7 września 2013 w wygranym 1:0 meczu eliminacji do MŚ 2014 z Ugandą, rozegranym w Marrakeszu.